# Kyokujitsuki
Kyokujitsuki (japanisch 旭日旗, dt. „Flagge der aufgehenden Sonne“, englisch Rising Sun Flag) wird die japanische Militärflagge bezeichnet. Bei den japanischen Selbstverteidigungsstreitkräften zeigt die Flagge der Marine 16 rote Strahlen bei einem Seitenverhältnis von 2:3, die des Heeres – im Origami-Stil – 8 rote Strahlen, die Sonne genau in der Mitte (Seitenverhältnis 5:6) und einen goldenen Rand. Aufgrund der Gräueltaten der Japaner im Zweiten Weltkrieg unter dieser Flagge ist diese umstritten. Die fehlende historische Aufarbeitung zur Rolle Japans während des Zweiten Weltkriegs und dessen Verantwortung auf der offiziellen Seite trägt ihren Teil zur umstrittenen Haltung anderer Völker gegenüber der Nutzung der Kyokujitsuki bei. Die Kyokujitsuki löst bis zur Gegenwart bei vielen Völkern Asiens unterschwellig Erinnerungen an die kaiserlichen japanischen Streitkräfte und deren Kriegsverbrechen im Pazifikkrieg aus. Außerhalb Japans gilt diese Flagge in Asien daher bei vielen immer noch als Symbol des japanischen Imperialismus.

## Geschichte
Die japanischen Kaiser stammen aus einem Geschlecht, das seine Macht von seiner Herkunft ableitet. Die Familie stammte angeblich von der Sonnengöttin Amaterasu ab. Deshalb wurde das Symbol der Sonne schon bald zum Symbol Japans. Um 1870, als die Meiji-Regierung das Shogunat ablöste, begannen die Befehlshaber nach einer bestimmten Kriegsflagge zu suchen, denn bis dato waren die Samurai die Verteidiger des Landes und trugen Flaggen ihrer jeweiligen Daimyate.
Wenig später wurde das Motiv der aufgehenden Sonne mit Sonnenstrahlen gewählt und die Streitkräfte zu Land und zu Wasser mit ihr ausgerüstet. Die Flagge wurde zuerst 1894–95 im Ersten Sino-Japanischen Krieg verwendet.
Bekannt wurde sie jedoch durch den Zweiten Weltkrieg, als das Japanische Kaiserreich unter dieser Flagge den Pazifikkrieg am 7. Juli 1937 eröffnete und die kaiserlichen japanischen Streitkräfte unter dieser Flagge im Einsatz waren, insbesondere durch dessen Kriegsschiffe und Marineflieger. Das Motiv war zudem bei den Kamikazepiloten sehr beliebt und wurde nicht selten auf das jeweilige Flugzeug gemalt oder eine kleine Flagge als Stirnband getragen. Sie wurden sowohl von den Einheiten zur Land als auch zur See geführt.

## Gegenwart
Von 1945 bis 1954 hatte Japan keine Militärstreitkräfte, daher wurde die Flagge nicht benutzt. Seit 1954 fahren die Kriegsschiffe der Meeresselbstverteidigungsstreitkräfte wieder unter dieser Flagge. Das Heer in Form der Bodenselbstverteidigungsstreitkräfte verwendet hingegen eine abgeänderte Variante.